# Francesco Griffo
Francesco Griffo vel Griffi, znany również jako Francesco da Bologna (ur. w Bolonii w 1450 – zm. w Bolonii ok. 1518) – włoski twórca pism drukarskich, rytownik stempli.

## Pisma zaprojektowane w latach 1494–1502
Od roku 1494 do roku 1515 pracował dla Aldusa Manucjusza. Dla oficyny Aldusa wykonał następujące pisma drukarskie: cztery kursywy greckie, dwie antykwy łacińskie, jedna kursywa łacińska, oraz pismo hebrajskie. Wykonał też arabskie cyfry nautyczne do ostatniej antykwy łacińskiej.

### Laskaris,Erotemata28 lutego 1495
Pierwsza książka oficyny Mancjusza Erotemata była przedrukiem mediolańskiego wydania gramatyki Konstantego Laskarisa (1494/1495). Był to dwujęzyczny podręcznik dla studentów, który oprócz nauki gramatyki greckiej miał służyć za wzór odręcznego pisma greckiego. Założeniem projektu minuskuły greckiej było stworzenie pisma naśladującego odręczną, codzienną (niekaligraficzną) grekę pisaną rysikiem na tabliczce woskowej. Pierwsza kursywa miała dużo ligatur i abrewiatur. Wersaliki antykwy łacińskiej i greki oparte były na wzorach epigraficznych. Później czcionki odlano na wyższym polu podstawy (i większym firecie), co wyeliminowało konieczność stosowania przewieszek do dolnych wydłużeń minuskuły antykwy łacińskiej (Aldus nie stosował interlinii, a kolejne linijki tekstu były składane w wierszowniku „jedna na drugą”). Minuskuła i majuskuła antykwy łacińskiej miała elementy charakterystyczne dla antykw Nicolasa Jensona np. ukośną poprzeczkę w „e”, obustronne szeryfy w górnych wierzchołkach belek „M” i „N”.
Poniżej wykaz pism:
- antykwa łacińska (oparta na podziale firetu na 12 jednostek; wielkość firetu ok. 6,3 mm),
- pierwszy odlew (1495) pierwszej kursywy greckiej (na firecie tej samej wielkości co antykwa łacińska),
- drugi odlew pierwszej kursywy greckiej (oparty na firecie większym o 1/6 od poprzednich wzorów, wielkość firetu ok. 7,4 mm),
- druga kursywa grecka (firet ok. 5,8 mm).

### De Aetna(1495/6)
Traktat Piotra Bemba, De Aetna, był pierwszym łacińskim drukiem wydanym przez Manucjusza.
Griffo zaprojektował do tej książki nową antykwę, która miała już dojrzałą formę o wysokich walorach estetycznych. Minuskułowe „e” ma tu poziomą poprzeczkę. Minuskuła tego kroju została później (w 1499 r.) użyta w Hypnerotomachia Poliphili, Griffo dodał jedynie nowe wersaliki.
- Antykwa łacińska (na firecie tej samej wielkości co druga kursywa grecka – ok. 5,8 mm)

### Herodotus 1502
- Trzecia kursywa grecka (oparta na podziale firetu na 12 jednostek, firet ok. 4,2 mm)

### Seria klasyków w formacie octavo (1501–1515) i Seneka (1522)

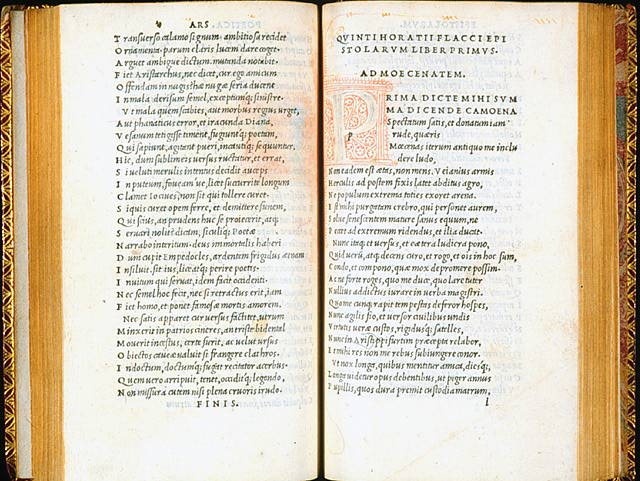
Teksty Horacego wydane w maju 1501 w drukarni Aldusa Manucjusza

Nowy książkowy format octavo zastosowany przez Aldusa w 1501 pociągnął za sobą dalszą miniaturyzację znaków. Od roku 1501–1515 oficyna Manucjusza wydrukowała poniższymi czcionkami 43 tytuły w formacie octavo: 8 po grecku, 33 po łacinie i 2 po włosku.
Minuskuła kursywy łacinki odznaczała się niewielkim pochyleniem, a jej kształt oparł Griffo na odręcznej kursywie kancelaryjnej Bartolomeo Sanvito i Pomponio Leto. W zasadzie nie było wersalików kursywy, Były wersaliki antykwy niższe od wydłużeń górnych minuskuły kursywy. Garnitur kursywy łacinki zawierał ok. 65 znaków (głównie ze względu na dużą liczbę ligatur). Pismo było wąskie, przez co dużo bardziej ekonomiczne niż antykwa.
Krój kursywy łacińskiej wykorzystał po raz pierwszy w Epistole devotissime de Sancta Catharina da Siena edycji listów Katarzyny ze Sieny, kursywą złożono podpisy pod ilustracjami (wrzesień 1500), a następnie w serii klasyków w edycji Eclogues Wergiliusza (kwiecień 1501), teksty Horacego (maj 1501), Petrarki, oraz pierwszy z dwóch nakładów Dantego (sierpień 1502).
Odręczne pismo Aldusa Manucjusza było wzorcem dla czwartej kursywy pisma greckiego.
Poniżej wykaz pism:
- czwarta grecka kursywa (oparta na podziale firetu na 12 jednostek, wielkość firetu ok. 4 mm),
- kursywa łacińska.

Pirackie wydanie Dantego zostało opublikowane przez drukarzy z Lionu ok. 1502–1503. Byli to prawdopodobnie lioński drukarz Barthèlemy Troth i jego asystent, włoski imigrant Balthazar de Gabiano. Zaproponowana przez nich kursywa nie dorównywała jakością kursywie Fracesca Griffo. Miała nieregularne światła międzyliterowe i brakowało jej wielu finezyjnych ligatur, widoczny w wydaniach Aldusa.

## Pisma zaprojektowane w latach 1503–1518

### Rok 1503–1516
W 1502 Griffo rezygnuje ze współpracy z Aldusem. W 1503 wycina nową kursywę łacińską i alfabet hebrajski dla Gershon Soncino (Hieronimo Soncino) z Fano (który drukował w latach 1502–1507), później pracuje dla Ottaviano Petrucci i Stagnino Bernardino (1511–1513) oraz Filippo Giunti (1513–1515).
W tym okresie wycina pisma:
- druga kursywa łacińska (Francesco Petrarca, Opere volgari, Fano: Hieronimo Soncino, 1503)[6],
- alfabet hebrajski.

### Rok 1516–1518
W 1516 otwiera w Bolonii własne wydawnictwo i rozpoczyna wydawanie miniaturowych książeczek po włosku i po łacinie w formacie 32º (niektóre źródła mówią o formacie 24º) nową miniaturową kursywą.
W sumie wydał sześć pozycji.
1. Petrarka, Canzoniere et Triomphi, Bolonia: 20 września[potrzebny przypis] 1516[7], w formacie 24º[potrzebny przypis].
2. G. Boccaccio, Labirinto d'amore ... nomato il Corbaccio. (Prologo de M.C. Laurario ... sopra il Corbaccio.), Bolonia: 1516, w formacie 32º[8].
3. Gli Asolani di Messer Pietro Bembo, Bolonia: 30 października 1516, w formacie 32º[9].
4. Valerij Maximi Dictorum et factorum memorabilium libri nouem, Bolonia: 24 stycznia 1517, w formacie 32º[10].

- trzecia kursywa łacińska (wys. słupka ok. 2,5 mm)[11]

## Współczesne pisma wzorowane na krojach Francesco Griffo
- Antykwa Poliphilus (Monotype, 1920) Stanleya Morisona,
- rodzina pisma Bembo, Bembo Book i Bembo Titling (Monotype, 1929, 1990, 2005) Robina Nicholasa i zespołu Monotype,
- Aldine 401 (Bitstream),
- Dante Govanniego Mardersteiga (Monotype 1954, 1957, 1993),
- Griffo Govanniego Mardersteiga, (Officina Bodoni, 1930)
- Zeno Govanniego Mardersteiga, (Officina Bodoni, 1936),
- Griffo Classico Franco Luina (Omnibus Typografi, 1993),
- JY Aetna Jacka Yana (JY&A Fonts, 1995),
- Minion Pro Roberta Slimbacha (Adobe, 1990, 2000).